# Vinzons
Vinzons (Bayan ng Vinzons) är en kommun i Filippinerna. Kommunen ligger på ön Luzon, och tillhör provinsen Camarines Norte. Folkmängden uppgår till 43 485 invånare (folkräkning 2015).

## Barangayer
Vinzons är indelat i 19 barangayer.
| - Aguit-It - Banocboc - Cagbalogo - Calangcawan Norte - Calangcawan Sur - Guinacutan - Mangcayo - Mangcawayan - Manlucugan - Matango | - Napilihan - Pinagtigasan - Barangay I (Pob.) - Barangay II (Pob.) - Barangay III (Pob.) - Sabang - Santo Domingo - Singi - Sula |